# Mizan Khorasan Volleyball Club
Mizan Khorasan Pallavolo Club è una società pallavolistica iraniana con sede ad Mashhad, che gioca nell'Iranian Volleyball Super League. Fa parte della polisportiva Mizan Khorasan Sport Club ed è controllata dalla società Mizan Banca.

## Rosa 2014
| N° | Nome                 | Ruolo | Nazionalità sportiva |
| -- | -------------------- | ----- | -------------------- |
| 1  | Amir Ramshiri        | L     | Iran                 |
| 2  | Akbar Valai          | S/O   | Iran                 |
| 3  | Hesam Bakhsheshi     | C     | Iran                 |
| 5  | Amin Alavi           | O     | Iran                 |
| 7  | Mohsen Ekhtiar Abadi | C     | Iran                 |
| 8  | Farhad Zarif         | L     | Iran                 |
| 9  | Adel Gholami         | C     | Iran                 |
| 10 | Federico Pereyra     | O     | Argentina            |
| 11 | Rahman Davoudi       | S     | Iran                 |
| 12 | Shahrouz Homayounfar | S     | Iran                 |
| 13 | Mehdi Mahdavi        | P     | Iran                 |
| 14 | Sahand Allahverdian  | C     | Iran                 |
| 15 | Armin Tashakori      | C     | Iran                 |
| 17 | Vlado Petković       | P     | Serbia               |
| 20 | Alireza Mobasheri    | S     | Iran                 |
| 22 | Sahab Delghandi      | S     | Iran                 |
| 24 | Jafar Attarzadeh     | P     | Iran                 |